# Emancipazione di minore
Il minore emancipato, secondo l'ordinamento giuridico italiano, è un soggetto minorenne con un'età maggiore ai 16 anni che non è più soggetto alla potestà dei genitori. L'emancipazione può riguardare solo il minore almeno sedicenne e solo in caso di matrimonio di quest'ultimo, qualora acconsentito. È disciplinata dall'art. 84 del codice civile italiano.

## Caratteristiche
Secondo il codice civile, è considerato minore emancipato colui che abbia compiuto i 16 anni, ma non ancora i 18, che sia stato ammesso dal tribunale per i minorenni a contrarre matrimonio. In tal caso il tribunale, su istanza dell'interessato, accertata la sua maturità psicofisica e la fondatezza delle motivazioni rilevate nell'istanza, sentito il pubblico ministero, i genitori oppure il tutore può, con decreto, ammettere il minore a contrarre matrimonio. Contro lo stesso decreto è ammesso ricorso alla corte d'appello nel termine perentorio di dieci giorni dalla comunicazione ai genitori o al tutore, agli interessati, al pubblico ministero e la corte d'appello decide con ordinanza non impugnabile sul ricorso. Se trascorrono più di dieci giorni senza che sia stato proposto ricorso si parla di emancipazione. L'emancipazione interviene prima del matrimonio e permane anche se il matrimonio contratto è successivamente dichiarato nullo.
Inoltre, se autorizzato dal tribunale a iniziare un’attività d’impresa commerciale (definita ai sensi dell’art.2195 del Codice Civile), il minore emancipato acquista la piena capacità d’agire.

## Le facoltà
L'emancipazione conferisce al minore la capacità di compiere gli atti che non eccedono l'ordinaria amministrazione. Il minore emancipato può, con l'assistenza del curatore, riscuotere i capitali sotto la condizione di un idoneo impiego e può stare in giudizio sia come attore sia come convenuto. Per gli atti eccedenti l'ordinaria amministrazione, oltre il consenso del curatore, è necessaria l'autorizzazione del giudice tutelare, mentre per gli atti di straordinaria amministrazione, l'autorizzazione (se il curatore non è il genitore) deve essere data dal tribunale per i minorenni su parere del giudice tutelare. Qualora nasca conflitto di interessi fra il minore e il curatore, a tutela degli interessi del minore è nominato un curatore speciale. 
Tale capacità è sottolineata dalla locuzione latina Habilis ad nuptias, habilis ad nuptiarum consequentias ("idoneo alle nozze, idoneo alle conseguenze delle nozze").